# The Honeydripper (альбом Рузвельта Сайкса, 1962)
The Honeydripper — студійний альбом американського блюзового музиканта Рузвельта Сайкса, випущений у 1962 році лейблом Columbia. Вийшов у серії «Lansdowne Jazz Series».

## Опис
Цей альбом піаніста і співака Рузвельта Сайкса був записаний на лейблі Columbia для серії «Lansdowne Jazz Series». Сесія звукозапису відбулась увечері 21 січня 1961 року на відомій студії Lansdowne Studios в Лондоні, Англія. На ній Сайкс грає на фортепіано та співає з гітаристом Алексісом Корнером (який зіграв на чотирьох піснях) та ударником Філом Сіменом. Серед пісень в основному власні пісні Сайкса, нова версія «Sweet Old Chicago» (яку Сайкс записав у 1955 році на Imperial), а також «Three Handed Woman» Луї Джордана та стандарт «How Long, How Long Blues» Лероя Карра.
О полудні того ж дня (21 січня 1961) була записана ще одна сесія, яка була випущена раніше також на Columbia під назвою Face to Face with the Blues (1961).

## Список композицій
1. «Sweet Old Chicago» (Рузвельт Сайкс) — 2:04
2. «Mr. Sykes' Blues» (Рузвельт Сайкс) — 2:55
3. «Let It Rock» (Рузвельт Сайкс) — 2:19
4. «Mistakes In My Life» (Рузвельт Сайкс) — 3:15
5. «So Tired» (Лорі Джонсон) — 2:24
6. «Hot Nuts» (Рузвельт Сайкс) — 2:28
7. «Gulf Port Boogie» (Рузвельт Сайкс) — 2:41
8. «Unlucky Thirteen Blues» (Рузвельт Сайкс) — 2:28
9. «Three Handed Woman» (Бен Рейлі, Гільда Тейлор) — 2:42
10. «Little and Low» (Рузвельт Сайкс) — 1:51
11. «Green Onion Top» (Рузвельт Сайкс) — 1:51
12. «How Long, How Long Blues» (Лерой Карр) — 1:51

## Учасники запису
- Рузвельт Сайкс — вокал, фортепіано
- Алексіс Корнер — гітара (1, 6, 10, 12)
- Філ Сімен — ударні

Технічний персонал
- Деніс Престон — продюсер
- Патрік Гвінн-Джонс — фотографія